# Шиман Карл Фрідріхович
Шиман Карл-Йоган Фрідріхович  (нім. Schiemann Iohann Karl; 2 грудня 1861 , Мітава, Курляндська губернія, Російська імперія  — 19 лютого 1921 , Ніжин, Чернігівська губернія ) — київський архітектор.

## Життєпис
Народився 1861 року в місті Мітава Курляндської губернії (тепер Єлгава, Латвія). Відомостей про докиївський період життя архітектора практично немає.
Відомості про перебування архітектора у Києва починаються з початку 1890-х років. Працював помічником архітектора Київського навчального округу. Також він здійснював нагляд за будівництвом.
Унікальність архітектора була в тому, що він з якоїсь причини не зміг отримати диплом техніка, тому здебільшого був змушений «кооперуватися» з кимось із архітекторів, отримувати відповідальні підписки і таким чином, зводити будинки.
Помер 19 лютого 1921 року в Ніжині, похований на Авдіївському кладовищі у Ніжині

## Роботи у Києві

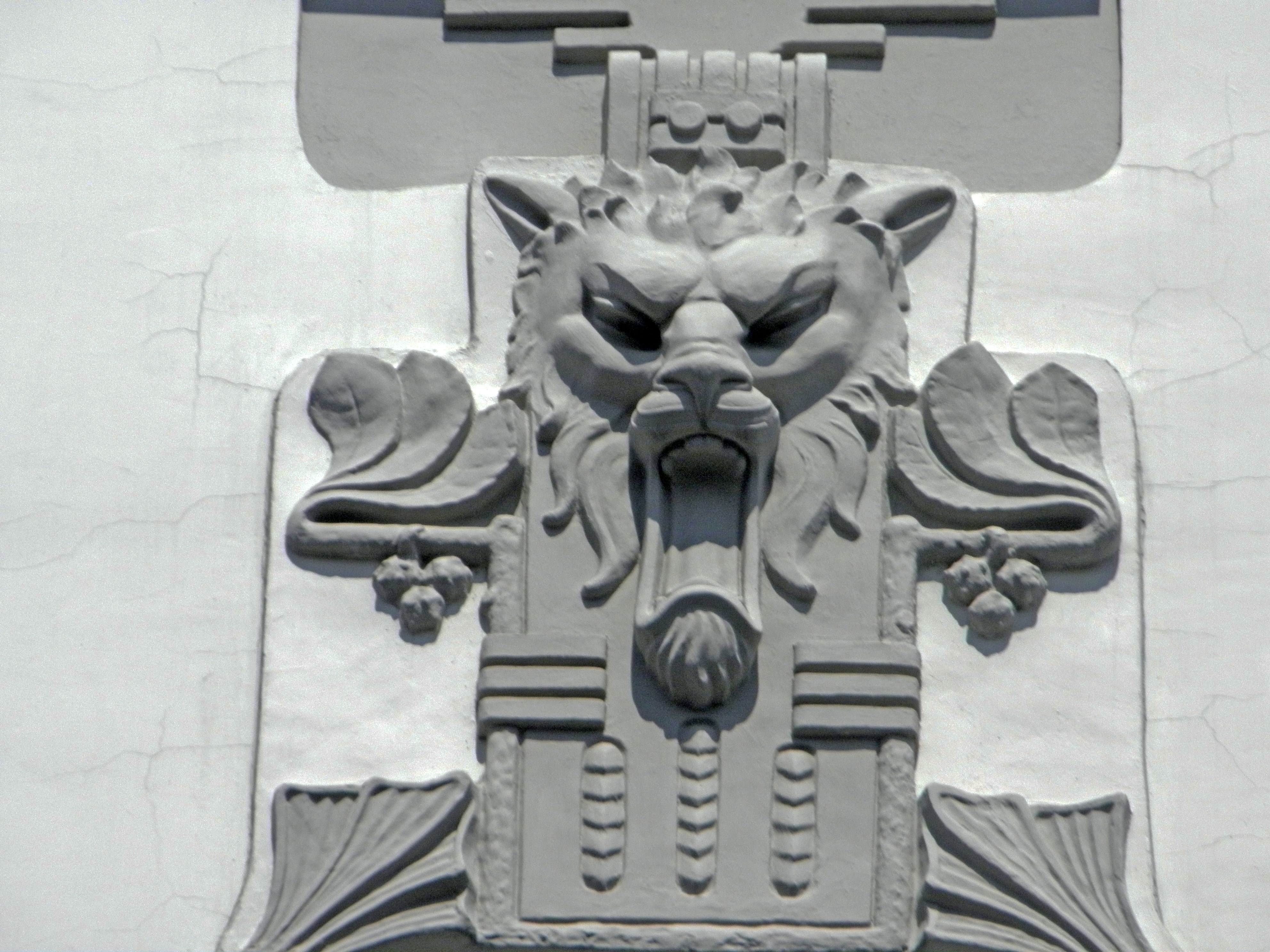
Маскарон, будинок на вул. Ярославів Вал № 14а (1911 р.)

- Садибний будинок К.-Л. Нитцького на вул. Верхній Вал № 4 (1893 p.),
- Хірургічна лікарня Й. Зайцева на вул. Фрунзе № 61 (1897 p.),
- Прибутковий будинок Г. Зівали на розі вулиць Костянтинівської № 23/15 і Ярославської (1897 p., будував С. Рикачов),
- Житловий будинок на 4 поверхи купця Д. Мезенцева на розі вулиць Верхній Вал № 48/28 і Волоської (1899 p.),
- Прибутковий будинок на вул. Тарасівській № 15 (1899 p.),
- Будинок П. Шелапутова на 5 поверхів на вул. Тургенєвській № 65 (1899 p.),
- Прибутковий будинок на Хрещатицькому провулку (тепер — Тараса Шевченка) № 7/1 (1899 p.),
- Прибутковий будинок П. Григоровича-Барського на розі вулиць Володимирській № 39/42 і Прорізної (1899—1902 pp.),
- Прибутковий будинок з кафе «Маркіз» на вул. Прорізній № 24/39 (1900 p.),
- Житловий будинок на вул. Малопідвальній № 1/7 (1900 р.),
- Другий будинок у садибі на вул. Верхній Вал № 4 (1908 р.),
- Прибутковий будинок А. Фролова на Андріївському узвозі № 2-а (1909—1910 pp.),
- Житловий будинок на вул. Підвальній № 10 (1910 p., співавтор О. Гілевич),
- Житловий будинок на вул. Львівській № 66 (1910 р.),
- Прибутковий будинок А. Фролова на Андріївському узвозі № 2-б (1913—1915 pp.),
- Прибутковий будинок на вул. Межигірській № 19 (ймовірний автор)